# Where the Wild Things Are (filme)
Where the Wild Things Are (bra: Onde Vivem os Monstros; prt: O Sítio das Coisas Selvagens) é um filme americano de 2009, do gênero drama, fantasia e aventura, dirigido por Spike Jonze, adaptação do livro infantil de mesmo nome escrito por Maurice Sendak. O filme mistura live-action e animação digital. A estreia em Portugal ocorreu em 7 de janeiro de 2010 e no Brasil em 15 de janeiro de 2010.
O filme seria distribuído para o público infantil, mas após as críticas e baixa bilheteria, o estúdio decidiu passar 70% da publicidade na promoção para orientá-lo para adultos.

## Enredo
O filme começa com Max, um menino solitário de nove anos de idade, com uma imaginação ativa, cujos pais são divorciados, vestindo uma fantasia de lobo e correndo com seu cachorro. Mais cedo a isso, sua irmã mais velha, Claire, não faz nada quando seus amigos esmagam o forte de neve de Max (com ele dentro) durante uma briga de bola de neve. Fora da frustração, Max mexe no quarto dela e destrói um quadro que ele tinha feito para ela. Na escola, a professora de Max ensina ele e seus colegas sobre a eventual morte do sol. Mais tarde, sua mãe, Connie, convida seu namorado Adrian para jantar. Max fica chateado com sua mãe por não ter vindo para o forte que ele fez em seu quarto. Ele veste seu traje de lobo, age como um animal e pede para ser alimentado. Quando sua mãe fica chateada, ele faz uma birra e morde-lhe no ombro. Ela grita com ele e ele foge, assustado com o que aconteceu. À beira de uma lagoa Max encontra um pequeno barco e ele desatraca.
A lagoa logo se torna um oceano. Max, ainda em seu terno de lobo, eventualmente atinge uma ilha. Lá, ele se depara com um grupo de sete grandes, criaturas monstruosas. Uma delas, Carol, está no meio de uma birra destrutiva (causada pela partida de uma fêmea "Coisa" chamada KW) enquanto os outros tentam detê-lo. Como Carol causa estragos Max tenta juntar-se à desordem, mas logo se vê enfrentado pelas Coisas Selvagens. Quando eles pensam em comer ele, Max convence-os de que ele é um rei com poderes mágicos capazes de trazer harmonia para o grupo. Eles colocam-o como seu novo rei. Pouco tempo depois, K.W. retorna e Max declara uma "zaragata selvagem", em que as Coisas Selvagens esmagam as árvores e atacam uns aos outros.
As Coisas Selvagens se apresentam como Carol, Ira, Judith, Alexander, Douglas, Bull e KW. Logo, todos eles acabam se acumulando um por cima do outro antes de irem dormir, com Max no centro. Carol leva Max em uma excursão da ilha, mostrando-lhe um modelo que ele construiu retratando o que ele deseja que a ilha seja. Inspirado por isso, Max ordena a construção de uma enorme fortaleza, com Carol responsável pela construção. Quando K.W. traz seus dois amigos Strigiformes Bob e Terry para o forte, um desacordo segue, enquanto Carol sente que eles são estranhos (Max havia dito anteriormente que se alguém de fora entrar no forte, "terá seu cérebro automaticamente cortado"). Para liberar as suas frustrações, Max divide a tribo a "mocinhos" e "bandidos" para uma luta com bolas de barro, mas Alexander é ferido durante o jogo. Depois de uma discussão entre K.W. e Carol, K.W. sai mais uma vez.
Max encontra Alexander sozinho no forte e tem uma conversa com ele. Alexander revela que ele sempre suspeitou que Max não é um rei com poderes mágicos, mas avisa que ele nunca deixe que Carol saiba. Pouco tempo suficiente, na madrugada, Carol faz outra birra - desta vez, sobre o forte, na ausência de KW, devido a eventual "morte do sol" (que Max tinha falado para Carol no início do filme). Quando Carol fica irritado com Max por não fazer um bom trabalho como um rei, Douglas tenta explicar-lhe que ele é "apenas um rapaz, fingindo ser um lobo, fingindo ser um rei", expondo assim a verdade para o resto das Coisas selvagens. Carol fica furioso e acaba arrancando braço direito de Douglas. Em seguida, ele persegue Max para a floresta e ameaça comê-lo. Max é salvo por KW, que esconde-o em seu estômago. Max ouve enquanto Carol e K.W. têm um argumento sobre o mau comportamento de Carol. Após Carol ir, K.W. explica que suas vidas são difíceis, com os acessos de raiva de Carol tornando-se pior. Max, então decide, para o bem das Coisas Selvagens, deixar a ilha e ir para casa.
Max encontra os restos esmagados do modelo da ilha construído por Carol (presumivelmente destruídas pelo próprio Carol em um ataque de fúria) e deixa um símbolo de afeição por ele (a letra C dentro de um coração feito de galhos). Ele encontra Carol e diz que está indo para casa, porque não é um rei. As outras Coisas Selvagens escoltam Max para o seu barco. Carol corre para se juntar a eles, depois de encontrar o gesto de afeição de Max, e chega a tempo de ver o menino indo embora. Ele começa a uivar e Max grita de volta, então todas as outras Coisas Selvagens participam. Carol olha KW e ela sorri amavelmente para ele. Voltando para casa, Max é abraçado por sua mãe, que lhe dá uma tigela de sopa quente, um copo de leite e um pedaço de bolo e senta-se com ele enquanto ele come.

## Produção
Inicialmente Where the Wild Things Are seria um filme da Universal Pictures. Porém alguns problemas entre a Universal e o diretor fizeram com que Jonze mudasse para a Warner Bros.
Howard Berger (vencedor do Oscar de melhor maquiagem em As Crônicas de Nárnia) recusou participar do filme, pois de acordo com ele "é um grande fã do livro Where the Wild Things Are e não estava gostando do rumo que o filme levava."

## Elenco
- Catherine Keener - Connie
- Mark Ruffalo - Adrian (namorado de Connie)
- Max Records - Max
- Pepita Emmerichs - Claire
- Lauren Ambrose - KW (voz)
- Chris Cooper - Douglas (voz)
- James Gandolfini - Carol (voz)
- Catherine O'Hara - Judite (voz)
- Forest Whitaker - Ira (voz)
- Paul Dano - Alexander (voz)
- Steve Mouzakis - Sr. Elliott
- Ryan Corr - Amigo de Claire

## Recepção

### Crítica
St. Louis Post-Dispatch, Joe Williams: "Para seu crédito, a equipe criativa manteve a aparência artesanal e espírito rebelde de reter a fábula de Maurice Sendak; ao seu descrédito, eles não adicionaram narrativa suficiente ou dimensão emocional para torná-lo um filme eficaz".
Com índice de 74% o Rotten Tomatoes chegou ao consenso: "Alguns podem achar o seu tom escuro e narrativa delgada fora de colocação, mas a sincera adaptação do livro infantil clássico de Spike Jonze é tão bonita como ele é intransigente".

### Classificação para as crianças
Havia temores, expressos pela produtora Warner Bros., que o filme não seria para família e pode assustar as crianças; No entanto, estes receios não foram compartilhadas por Jonze ou Sendak, e Jonze se recusou a fazer concessões. Maurice Sendak disse depois de ter visto um corte completo do filme, "Eu nunca vi um filme que parecia ou me fizesse senti assim. E é [algo] pessoal [de Spike Jonze] 'isso'. E ele não tem medo de si mesmo. Ele é um verdadeiro artista que permite que ele venha através do trabalho. Então ele me tocou. Ele me tocou muito." Depois de ver o produto acabado, um executivo da Warner Bros. afirmou: "Ele é (Jonze) um perfeccionista e continuei trabalhando nele, mas agora sabemos que, no final do dia, ele acertou em cheio."
As agências de classificações de filmes tenderam a atribuir notificações como "Parental Guidance" (com Orientação Paterna) em vez de classificações "livre" ou "família". A Motion Picture Association of America (MPAA) nos Estados Unidos avaliou com uma classificação PG "para elementos temáticos leves, alguma ação aventura, e linguagem breve". A classificação PG também foi declarada no Reino Unido pela BBFC, citando "ameaça leve e breve violência". No Canadá, o filme também recebeu uma classificação PG, em Ontário, com um alerta para cenas assustadoras enquanto o Quebec premiou com uma classificação geral (livre).
Na Colúmbia Britânica também foi avaliado com um índice de G com a condição de que "pode assustar crianças pequenas". Na Irlanda o filme foi avaliado como PG por causa do que é reivindicado como tendo a violência "suave". Da mesma forma, na África do Sul, o filme recebeu uma classificação PG com um indicador de Violência de conteúdo dos consumidores, notando que havia "momentos de ameaça leves e temas pungentes." A Austrália também aplicou uma classificação PG para o filme e observou que tem "violência leve e cenas assustadoras".
O lançamento do filme gerou visões conflitantes sobre se ele é prejudicial para expor as crianças a cenas assustadoras. Jonze indicou que seu objetivo era "fazer um filme sobre a infância", em vez de criar um filme infantil. Dan Fellman, o chefe de distribuição de filmes da Warner Brothers, observou que a promoção do filme não foi direcionada para crianças, aconselhando os pais a exercer o seu próprio critério. Em uma entrevista para a Newsweek, Sendak afirmou que os pais que consideram o conteúdo do filme ser muito perturbador para as crianças, que fossem "para o inferno". "Essa é uma pergunta que eu não vou tolerar", e ele notou, ainda, "Eu vi os filmes mais horrendos que estavam impróprios para os olhos infantis. E daí? Eu consegui sobreviver".